# 潘松莱拉雷
潘松莱拉雷（法語：Poinçon-lès-Larrey，法語發音：[pwɛ̃sɔ̃ lɛ laʁɛ]，意为“拉雷附近的潘松”）是法国科多尔省的一个市镇，属于蒙巴尔区。

## 地理
潘松莱拉雷（47°52'58"N, 4°27'15"E）面积10.42 平方千米，位于法国勃艮第-弗朗什-孔泰大區科多尔省，该省份为法国中东部省份，北起奥布省，西接涅夫勒省和约讷省，南至索恩-卢瓦尔省，东南接汝拉省，东临上索恩省，东北部与上马恩省接壤。
与潘松莱拉雷接壤的市镇（或旧市镇、城区）包括：拉雷、比塞拉皮埃尔、布伊、塞里伊、巴洛。
潘松莱拉雷的时区为UTC+01:00、UTC+02:00（夏令时）。

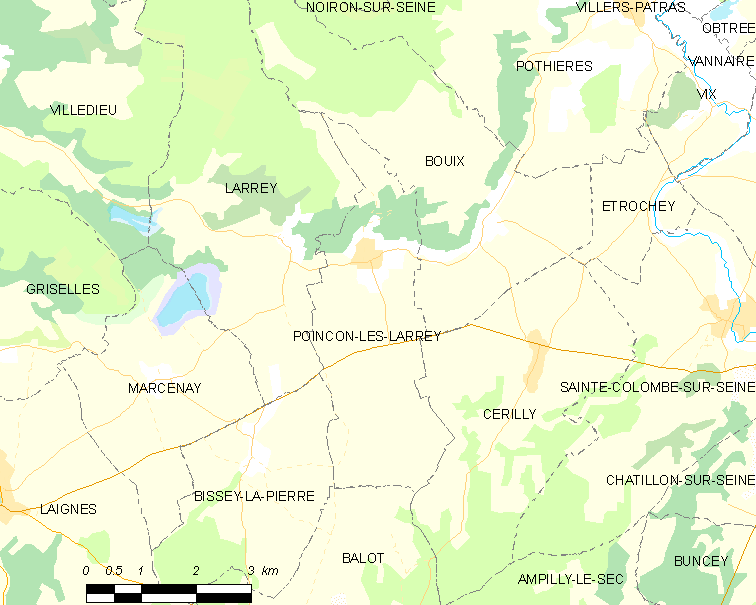
潘松莱拉雷的OSM定位图

## 行政
潘松莱拉雷的邮政编码为21330，INSEE市镇编码为21488。

## 政治
潘松莱拉雷所属的省级选区为塞纳河畔沙蒂永县。

## 人口

1962-2008年间潘松莱拉雷人口变化图示

潘松莱拉雷于2022年1月1日时的人口数量为193人。